# Reyn
In de stromingsleer is de reyn de Britse eenheid voor dynamische viscositeit. Ze werd genoemd naar de Britse ingenieur en natuurkundige Osborne Reynolds.
1 reyn komt overeen met:
- 1 lb·s·inch−2
- 6,89476 × 106 centipoise
- 6894,757 Pa·s